# Bembidion interventor
Bembidion interventor är en skalbaggsart som beskrevs av Carl Hildebrand Lindroth. Bembidion interventor ingår i släktet Bembidion och familjen jordlöpare. Inga underarter finns listade i Catalogue of Life.